# 1140
سنة 1140 كانت سنة كبيسة تبدأ يوم الإثنين (الرابط يظهر نموذج التقويم الكامل للسنة) من التقويم اليولياني.

## أحداث
- تأسيس مدينة الكرك وتقع حاليا في الأردن.

## مواليد
- ريموند الثالث

## وفيات
- بهرام الأرمني